# Rabinal
Rabinal è un comune del Guatemala facente parte del dipartimento di Baja Verapaz. Fu fondata con il nome di San Paolo nel 1537 dai domenicani Bartolomé de Las Casas e Pedro Angulo.
Nel periodo dal 12 al 25 gennaio vi si svolgono le celebrazioni in onore di San Paolo all'interno delle quali ha luogo la rappresentazione dell'opera teatrale in lingua k'iche' Rabinal Achí risalente all'epoca precolombiana. 
La tradizione della rappresentazione dell'opera è stata iscritta nel 2008 nella Lista rappresentativa del patrimonio culturale immateriale dell'umanità dell'UNESCO.